# Fredrik af Ekström

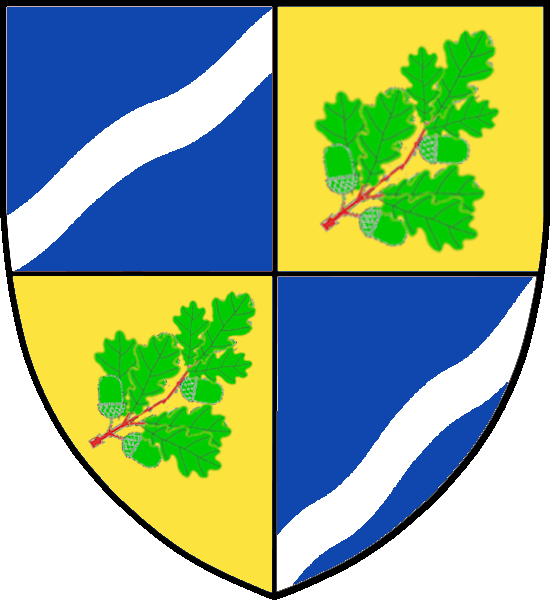
Heraldiskt vapen för ätten af Ekström.

Fredrik Magnus Constans af Ekström, född 16 augusti 1852 i Riala i Stockholms län, död 2 januari 1915 i Stockholm, var en svensk militär, direktör och porträttmålare.
Han var son till bruksägaren Johan Carl af Ekström och Wilhelmina Reuterswärd samt från 1882 gift med Sigrid Landberg (död 1945). Han var bror till Karl af Ekström och farbror till Marika af Ekström.
Efter avslutad anställning som kapten vid Upplands regemente  inledde af Ekström studier vid Konstakademien i Stockholm 1870 och i Paris 1892–1893 under Henri Gervex och Constant samt i München 1893–1894 under Schachinger. Därefter grundade han företaget Grafiska AB Kliché där man framställde grafiskt tryck och klichér. Bland hans arbeten märks bland annat porträtt av Oscar II  och greve A. E. von Rosen samt damer ur societeten; som tecknare utförde han en stor mängd exlibris. Makarna af Ekström är begravda på Lovö kyrkogård.